# Rafał Grzyb
Rafał Grzyb (* 16. Januar 1983 in Jędrzejów) ist ein ehemaliger polnischer Fußballspieler und trainer.

## Karriere
Grzyb begann seine Karriere bei Wierna Małogoszcz, ehe er ein halbes Jahr an Górnik Łęczna ausgeliehen wurde. Nach abgelaufener Leihe wechselte der Mittelfeldspieler zu Polonia Bytom, mit denen er 2007 in die Ekstraklasa aufstieg. Sein Vertrag bei den Oberschlesiern galt bis zum 30. Juni 2010, doch im Frühjahr 2010 verließ Grzyb den Verein und wechselte für geschätzte 80.000 Euro zum Ligarivalen Jagiellonia Białystok. Dort gewann er neben dem polnischen Pokal auch den Superpokal. Durch den Sieg im Pokalwettbewerb war Jagiellonia Białystok für die Teilnahme an der 1. Qualifikationsrunde der Europa League 2011/12 qualifiziert, scheiterte dort jedoch am kasachischen Vertreter Ertis Pawlodar.

## Erfolge
- Polnischer Pokalsieger (2010)
- Polnischer Supercupsieger (2010)